# Impatiens spissiflora
Impatiens spissiflora är en balsaminväxtart som beskrevs av Joseph Dalton Hooker. Impatiens spissiflora ingår i släktet balsaminer, och familjen balsaminväxter. Inga underarter finns listade i Catalogue of Life.